# Andorras U/17-fodboldlandshold
Andorras U/17-fodboldlandshold er Andorras landshold for fodboldspillere, som er under 17 år og administreres af Federació Andorrana de Futbol (FAF).
| Fodbold | Spire Denne artikel om fodbold er en spire som bør udbygges. Du er velkommen til at hjælpe Wikipedia ved at udvide den. |